# جورگ ساورلند
جورگ ساورلند (انگلیسی: Jörg Sauerland؛ زادهٔ ۲۴ دسامبر ۱۹۷۶) بازیکن فوتبال اهل آلمان است.
از باشگاه‌هایی که در آن بازی کرده‌است می‌توان به باشگاه فوتبال اوردینگن ۰۵ و باشگاه فوتبال بروسیا دورتموند اشاره کرد.